# Emily (X-Files)
Emily (Christmas Carol et Emily) est un double épisode constituant les 6e et 7e épisodes de la saison 5 de la série télévisée X-Files. Dans cet épisode, qui fait partie de l'arc mythologique de la série, Scully enquête sur le cas d'une petite fille qu'elle pense être celle de sa sœur Melissa.

## Résumé

### Première partie
Alors que Noël approche, Scully et sa mère rendent visite à Bill Scully, le frère de Dana, et sa femme Tara sur le point d'accoucher. Scully répond au téléphone et la voix à l'autre bout du fil, qui ressemble à celle de sa défunte sœur Melissa, lui dit que quelqu'un a besoin de son aide. Elle retrace l'appel jusqu'à une maison de San Diego où une femme vient de se suicider mais qui n'est pas la personne ayant passé l'appel.

## Distribution
- David Duchovny : Fox Mulder (deuxième partie seulement)
- Gillian Anderson : Dana Scully
- Sheila Larken : Margaret Scully
- Pat Skipper : Bill Scully
- Karri Turner : Tara Scully
- John Pyper-Ferguson : l'inspecteur John Kresge
- Gerard Plunkett : le docteur Ernest Calderon
- Lauren Diewold : Emily Sim
- Patricia Dahlquist : Susan Chambliss
- Melinda McGraw : Melissa Scully (première partie seulement)
- Rob Freeman : Marshall Sim (première partie seulement)
- Bob Morrisey : le docteur Vinet (deuxième partie seulement)
- Tom Braidwood : Melvin Frohike (deuxième partie seulement)

## Accueil

### Audiences
Lors de sa première diffusion aux États-Unis, la première partie de l'épisode réalise un score de 12,8 sur l'échelle de Nielsen, avec 19 % de parts de marché, et est regardée par 20,91 millions de téléspectateurs. La deuxième partie obtient quant à elle un score de 12,4, avec 19 % de parts de marché, et est suivie par 20,94 millions de téléspectateurs.

### Accueil critique
L'épisode reçoit un accueil plutôt favorable, avec toutefois des critiques dans l'ensemble beaucoup plus positives pour la première partie que pour la deuxième. John Keegan, du site Critical Myth, donne respectivement aux deux parties les notes de 8/10 et 7/10. Zack Handlen et Todd VanDerWerff, du site The A.V. Club, donnent respectivement aux deux parties les notes de A et de B. Dans leur livre sur la série, Robert Shearman et Lars Pearson donnent respectivement aux deux parties les notes de 4,5/5 et 3/5.
Le site Le Monde des Avengers lui donne la note de 2/4, dans une critique beaucoup plus favorable à la première partie qu'à la deuxième. Paula Vitaris, de Cinefantastique, donne respectivement aux deux parties les notes de 1,5/4 et 1/4.